# Caja espejo

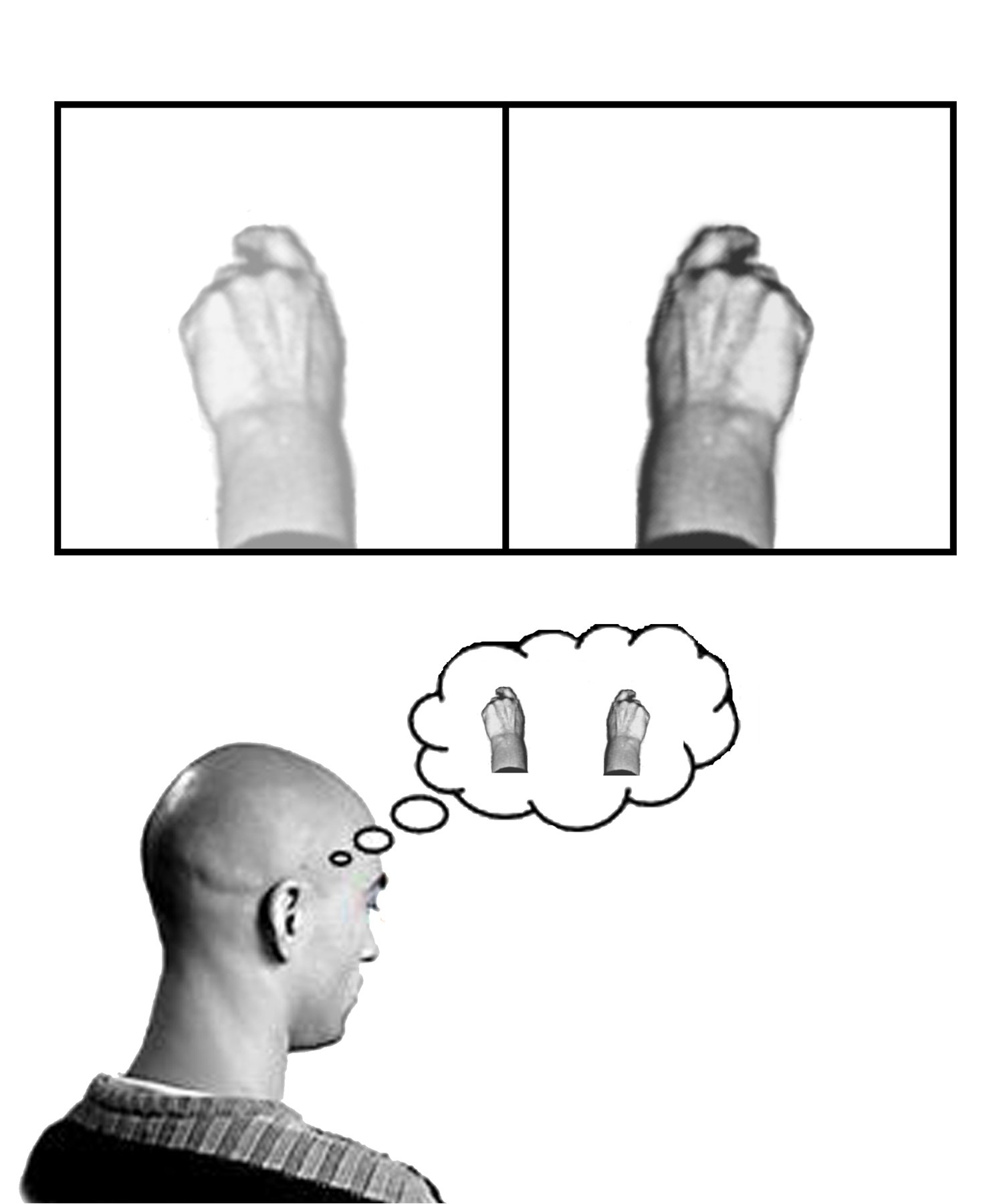
Explicación esquemática de la caja espejo. El paciente introduce el miembro en un lado de la caja (en este caso, la mano derecha) y el miembro amputado en el otro lado. Debido al espejo, el paciente ve el reflejo de la mano buena en el lugar donde se encontraría el miembro perdido (indicado con menor contraste). El paciente recibe una retroalimentación visual artificial de que el miembro "resucitado" se está moviendo a la vez que la mano sana.

La caja espejo es una caja con dos espejos en el centro (uno en cada sentido), inventado por Vilayanur S. Ramachandran para ayudar a aliviar el dolor del miembro fantasma, en el que los pacientes sienten que tienen un miembro está presente a pesar de estar amputado.
Basado en la observación de que los pacientes con miembro fantasma eran más propensos a sentir dolor y parálisis en el miembro fantasma si este había sido paralizado antes de la amputación (por ejemplo, debido a una avulsión del plexo braquial), Ramachandran y Rogers-Ramachandran propusieron la hipótesis de la "parálisis aprendida" del dolor de miembros fantasmas (Ramachandran y Blakeslee, 1998). Su hipótesis era que cada vez que el paciente intentaba mover el miembro paralizado, recibía una realimentación sensorial (a través de la visión y la propiocepción) de que el miembro no se movía. Esta realimentación se quedaba grabada en los circuitos cerebrales a través de un proceso de aprendizaje Hebbiano, por lo que, incluso cuando el miembro no estuviera presente, el cerebro había aprendido que el miembro (y su fantasma) estaba paralizado. A veces el miembro fantasma es doloroso porque siente estar en una posición incómoda o poco natural, y el paciente siente que no puede moverlo.
Para entrenar al cerebro, y por tanto eliminar la parálisis, Ramachandran y Rogers-Ramachandran (Ramachandran, Rogers-Ramachandran y Cobb, 1995) crearon la caja espejo. El paciente introduce el miembro sano en un lado, y el amputado en el otro. entonces mira en el lado donde está el miembro sano. Entonces moverá el miembro sano, que se verá reflejado en el espejo, haciendo como si el miembro fantasma también se moviera.

Un diagrama de una caja espejo. Un paciente inserta su mano en un agujero, y su miembro fantasma en el otro. Visto desde cierto ángulo, se engaña al cerebro haciéndole pensar que ve dos manos completas.

A través del uso de la retroalimentación visual, hace posible al paciente "mover" el miembro fantasma, y eliminar las posiciones potencialmente dolorosas. La caja espejo ha sido también usado para la rehabilitación en hemiparesia o parálisis de un lado del cuerpo debido a un derrame cerebral (Altschuler et al., 1999) y rehabilitación de la negligencia hemiespacial  (Ramachandran et al., 1999).
Aunque el uso de la terapia se ha mostrado efectiva en algunos casos aunque no hay ninguna teoría aceptada de cómo funciona. En un estudio del 2010 sobre el dolor del miembro fantasma, Martin Diers y sus compañeros descubrieron que "En un ensayo controlado y aleatorio que usaba imágenes motoras graduadas...y el entrenamiento con el espejo, los pacientes con síndrome de dolor regional complejos o dolor de miembro fantasma mostraron una disminución del dolor así como una mejora de la función post-tratamiento en el seguimiento de 6 meses. Este estudio descubrió que las imágenes especulares no producían actividad cortical significativa en pacientes con el miembro fantasma y concluyó que "El método óptimo para alterar el dolor y la representación cerebral, y los mecanismos cerebrales que subyacen los efectos del entrenamiento con espejos o las imágenes motoras graduadas, aún no están claros"(Diers et al., 2010).

## Efectividad
Una serie de pequeños estudios de investigación han mostrado resultados alentadores, sin embargo, no hay un consenso sobre la efectividad de la terapia con espejo. Las revisiones de las investigaciones publicadas por Moseley (Moseley et al., 2008) y Ezendam (Ezendam et al, 2009) concluyen que gran parte de las pruebas que apoyan la terapia con espejo es anecdótica o viene de estudios con una calidad metodológica débil. En el 2011, una revisión a gran escala de la literatura espejo por terapia con Rothgangel (Rothgangel et al., 2011) resumió la investigación de la siguiente manera:

Para el accidente cerebrovascular hay una prueba de calidad moderada de que la MT (Mirror Therapy) como intervención adicional mejora la recuperación de la función del brazo, y una prueba de baja calidad con respecto a la función del miembro inferior y el dolor tras un accidente cerebrovascular. La calidad de las pruebas en pacientes con síndrome de dolor regional complejo también es baja. No se pueden hacer conclusiones definitivas. Se conoce poco de qué pacientes son más propensos a beneficiarse de MT, y cual es la mejor forma en la que debe ser aplicada la MT. Los estudios futuros con descripciones claras de protocolos de intervención deben enfocarse en medidas de resultado estandarizadas y registrar sistemáticamente los efectos adversos.(Rothgangel et al.,  2011)